# 붉은 새가 도망쳤다
〈붉은 새가 도망쳤다〉(일본어: 赤い鳥逃げた 아카이토리니게타[*])는 1985년 5월 1일에 발표한 일본의 여가수 나카모리 아키나(中森明菜)의 프로모션 싱글이다. (12inch: L-3601) 작사는 강진화(康珍化)가, 작곡과 편곡은 마츠오카 나오야(松岡直也)가 담당하였고 워너 파이오니어의 레이블로 출시되었다. B면은 〈BABYLON〉(바빌론)이며 작사는 SANDII가, 작곡은 구보다 마코토(久保田麻琴)가, 편곡은 이노우에 아키라(井上鑑)와 구보다 마코토가 공동으로 도맡았다.
바로 앞의 싱글이자 정식 싱글곡인〈미 아모레〉와 가사만 다를 뿐 멜로디는 똑같은데, 원안에서는 〈미 아모레〉대신 이 곡이 정식 싱글로 출시될 노래였다. 그러나 지나치게 내성적인 가사로 인해 레이블 내에서 호평을 받지 못하였고, 작사가인 강진화에게 새로 가사를 주문하여 다시 만든 곡이 바로 〈미 아모레〉다. 1985년 5월 6일, 오리콘 주간 싱글 차트에 12위로 처음으로 진입, 그 다음주인 5월 13일에 1위를 차지하였다. 이어서 차트 톱100에 14주간 머물렀고, 1985년 연간 싱글 차트에서는 20위를 기록했다.

## 수록곡
| #            | 제목                                     | 작사         | 작곡            | 편곡                           | 재생 시간 |
| ------------ | ---------------------------------------- | ------------ | --------------- | ------------------------------ | --------- |
| 1.           | 〈〈붉은 새가 도망쳤다〉(赤い鳥逃げた)〉 | 강진화       | 마츠오카 나오야 | 마츠오카 나오야                | 5:07      |
| 2.           | 〈〈BABYLON〉〉                          | SANDII       | 구보다 마코토   | 이노우에 아키라, 구보다 마코토 | 6:22      |
| 총 재생 시간 | 총 재생 시간                             | 총 재생 시간 | 총 재생 시간    | 총 재생 시간                   | 11:39     |

## 발매 일정
| 버전                            | 일정             | 레이블         | 포맷             |
| ------------------------------- | ---------------- | -------------- | ---------------- |
| 〈붉은 새가 도망쳤다〉          | 1985년 5월 1일   | 워너 뮤직 재팬 | 12inch (L-3601)  |
| 〈붉은 새가 도망쳤다〉 (재발매) | 1988년 6월 25일  | 워너 뮤직 재팬 | 8cmCD (10SL-141) |
| 〈붉은 새가 도망쳤다〉 (재발매) | 2008년 11월 12일 | 워너 뮤직 재팬 | 디지털 다운로드  |